# Valamo kloster
Valamo kloster (russisk: Валаамский монастырь) ligger på øen Valamo i Ladogasøen i russiske Karelen. Det er et russisk-ortodoks kloster som blev grundlagt en gang mellem 900 og 1400. Grænsestridigheder i Karelen mellem svenske Finland og Rusland, samt mellem Finland og Sovjetunionen, medførte gentagen vandalisering og forstyrrelse af klosteret. Under den finske vinterkrig i 1939–40 flyttede munkene til Finland, hvor de startede Nye Valamo kloster. Efter opløsningen af Sovjetunionen, blev klostervirksomheden på gamle Valamo genoptaget.

## Ekstern henvisning
- Lokal turistside om gamle Valamo Arkiveret 5. marts 2009 hos  Wayback Machine

61°23′20″N 30°56′38″Ø / 61.389°N 30.944°Ø